# السوكي (مدينة)
السوكي مدينة تقع في ولاية سنار  بالسودان، على الضفة الشرقية لنهر النيل الأزرق على ارتفاع 428 مترًا (1404.19 قدم) فوق سطح البحر. وتبعد عن العاصمة الخرطوم حوالي 291 كيلومتر (180.81 ميل) وعن سنار حاضرة الولاية 37 كيلومتر (22.9 ميل).

## سبب التسمية
تذكر إحدى الروايات المتداولة بأن رجلاً يدعى الشريف السوكي من جهة القضارف أتى إليها وإستقر بها وسميت بإسمه وتذهب رواية أخرى إلى أن السوكي بدأت كسوق لم يكن له اسم معين بل كان يعرف بأنه «بالسوق كي أو بالسوق كدي»، أي ذاك السوق. وعرفت المدينة أيضا باسماء أخرى منها النيلة والأفطح وهذا الأخير هو الآن اسم لأحد احيائها.

## الموقع
تقع السوكي بين خطي طول 33ْ غرب، 34ْ شرق وخطي عرض 12 جنوب 14 شمال. 
في جنوب شرق مدينة سنار وتحدها من الشرق منطقة سالمة وومن الغرب الشلال ومن الشمال مسرة والبساطة ومن جهة الجنوب رونقا 
واللكندي وكركوج. 

## الاقتصاد
يحترف سكانها الزراعة خاصة زراعة قصب السكر والدخن والبقوليات وتتنوع الزراعة من زراعة تقليدية إلى الزراعة بالري الصناعي التي يشكل مشروع السوكي الزراعي أحد دعائمها الرئيسية ء كما تشتهر المنطقة بصيد الأسماك والصناعات اليدوية ومن بينها صناعة الطواقي والخزف. ويوجد بالمدينة مصنع لصناعة فلكنات السكة حديد من الخشب كماعرفت المدينة بزراعة الغابات.

### مشروع السوكي الزراعي
يقع على غرب المدينة وهو مشروع زراعي يعتمد على الري الصناعي من خلال الطلمبات الرافعة وينتج الفول السوداني والقطن والذرة لإنتاج محاصيل نقدية للمساهمة في الدخل القومي بالسودان.

## المناخ
يسود منطقة السوكي المناخ المداري ويبلغ متوسط الأمطار فيها 400 (24.4 بوصة) إلى 500 مليمتر (30.5 بوصة) سنوياَ. تبدأ تساقطات الأمطار في منتصف شهر يوليو / تموز وتستمر حتى أواخر سبتمبر/ أيلول.
وتتراوح درجة الحرارة فيها ما بين 37 و 40 درجة مئوية ((98.6 و 104 فهرنهايت) في الصيف لتنخفض إلى 12 درجة مئوية (53.6 فهرنهايت) في المتوسط في فصل الشتاء.
| البيانات المناخية لـالسوكي   | البيانات المناخية لـالسوكي | البيانات المناخية لـالسوكي | البيانات المناخية لـالسوكي | البيانات المناخية لـالسوكي | البيانات المناخية لـالسوكي | البيانات المناخية لـالسوكي | البيانات المناخية لـالسوكي | البيانات المناخية لـالسوكي | البيانات المناخية لـالسوكي | البيانات المناخية لـالسوكي | البيانات المناخية لـالسوكي | البيانات المناخية لـالسوكي | البيانات المناخية لـالسوكي |
| الشهر                        | يناير                      | فبراير                     | مارس                       | أبريل                      | مايو                       | يونيو                      | يوليو                      | أغسطس                      | سبتمبر                     | أكتوبر                     | نوفمبر                     | ديسمبر                     | المعدل السنوي              |
| ---------------------------- | -------------------------- | -------------------------- | -------------------------- | -------------------------- | -------------------------- | -------------------------- | -------------------------- | -------------------------- | -------------------------- | -------------------------- | -------------------------- | -------------------------- | -------------------------- |
| متوسط درجة الحرارة الكبرى °ف | 95                         | 99                         | 102                        | 104                        | 100                        | 99                         | 91                         | 90                         | 88                         | 95                         | 97                         | 95                         | 96                         |
| متوسط درجة الحرارة الصغرى °ف | 61                         | 63                         | 72                         | 73                         | 75                         | 73                         | 64                         | 70                         | 72                         | 63                         | 64                         | 61                         | 68                         |
| الهطول إنش                   | 0                          | —                          | 0                          | 0.0                        | 0.7                        | —                          | 4.9                        | 6.4                        | 3.3                        | 0.8                        | 0                          | —                          | —                          |
| متوسط درجة الحرارة الكبرى °م | 35                         | 37                         | 39                         | 40                         | 38                         | 37                         | 33                         | 32                         | 31                         | 35                         | 36                         | 35                         | 36                         |
| متوسط درجة الحرارة الصغرى °م | 16                         | 17                         | 22                         | 23                         | 24                         | 23                         | 18                         | 21                         | 22                         | 17                         | 18                         | 16                         | 20                         |
| الهطول مم                    | 0                          | —                          | 0                          | 1                          | 19                         | —                          | 125                        | 162                        | 85                         | 20                         | 0                          | —                          | —                          |
| المصدر: Climate Data         |                            |                            |                            |                            |                            |                            |                            |                            |                            |                            |                            |                            |                            |

## الطوبغرافيا
تقع السوكي في منطقة السهول الوسطى بالسودان على أرض منبسطة تتخللها نتوءات متفرقة ومجاري اودية وخيران موسمية.وتسودها التربة الطينية الثقيلة. 

## المساحة والسكان
تبلغ مساحة محلية السوكي حوالي 5500 كيلو متر مربع (2100 ميل مربع)وعدد سكانها 25000 ألف نسمة.

## الإدارة
السوكي محلية من محليات السودان وتتبع لولاية سنار، ولها مجلس تشريعي تأسس في نوفمبر / تشرين الثاني عام 2007 م وعدد اعضائه 23 عضوا. وتتكون المحلية من الوحدات الإدارية التالية: 
- مدينة وريفي السوكي
- اللكندي
- كركوج

وتعتبر السوكي واحدة مناطق نظارة (إدارة أهلية) الفونج، وعمدتها حالياً هو عدلان المك. ويوجد بها مقر اتحاد مزارعي مشاريع النيل الازرق الزراعية التي تضم مشاريع شاشينا، وأبو قرع، وكساب.

## الأحياء السكنية
تضم السوكي الأحياء السكنية التالية: الدريسة، وبرقد، والأفطح، وحسنين، وابنعوف، والصعدة العباسية، والعتالة، والمربوع، والبزعة والجامعة، والفدياتو الخولاب، والتريرات (الكوفة، وإبراهيم جانقوه، كوع النحل، وتريرة مدني والخليج)وحي الكمبو، والري، ورونقا والكوفة قلع النحل، وحلة سعيد ومينا، وحلة يوسف، 

## أهم المعالم
- جبل كردوس جنوب المحلية، وحدة اللكندى.
- خور العقليين

## المسافات بين السوكي وبعض المدن في السودان
| البلدة أو المدينة | المسافة بالكبلومتر | المسافة بالميل |
| ----------------- | ------------------ | -------------- |
| كسلا              | 361                | 244            |
| ود مدني           | 126                | 78             |
| كوستي             | 133                | 83             |
| المناقل           | 142                | 88             |
| القطينة           | 237                | 147            |
| الحواتة           | 82                 | 51             |
| الجنينة           | 11237              | 769            |